# 성주 대산동 한주종택
성주 대산동 한주종택(星州 大山洞 寒洲宗宅)은 대한민국 경상북도 성주군 월항면 대산리에 있는 조선시대의 건축물이다. 1983년 6월 20일 경상북도의 민속문화재 제45호로 지정되었다.

## 개요
한개마을의 가장 안쪽 산울타리에 위치한 옛집으로 ‘동곽댁’이라고도 한다. 영조 43년(1767)에 이민검이 처음 지었고, 고종 3년(1866)에 성리학자인 한주 이진상이 고쳐 지었다고 전한다.
한주정사라고 불리는 정자가 있는 부분과 안채·사랑채로 나누어 볼 수 있다. 정자와 안채 사이에는 협문과 일각문 등을 두어 출입하도록 하였다. 안채는 정침·광채·아래채·대문채 등이 튼 ㅁ자형을 이루며 안마당을 감싸고 있다. 사랑채는 독립채로 배치되어 있다.
정자 옆에는 네모반듯한 연못을 파고 나무를 심어 정원을 꾸며 놓았다. 이 지방의 특색을 잘 나타내고 있는 집으로 원형이 잘 남아있고, 주위의 풍경과도 조화를 이루고 있다.

## 세부 내역
| 번호    | 사진 | 명칭                    | 소재지                        | 관리자 (단체) | 지정일               | 참조 |
| 45-1호  |      | 안채 (안채)             | 경북 성주군 월항면 대산리 408 | .             | 1983년 6월 20일 지정 |      |
| 45-2호  |      | 아래채 (아래채)         | 경북 성주군 월항면 대산리 408 | .             | 1983년 6월 20일 지정 |      |
| 45-3호  |      | 고방채 (고방채)         | 경북 성주군 월항면 대산리 408 | .             | 1983년 6월 20일 지정 |      |
| 45-4호  |      | 중문채 (중문채)         | 경북 성주군 월항면 대산리 408 | .             | 1983년 6월 20일 지정 |      |
| 45-5호  |      | 사랑채 (사랑채)         | 경북 성주군 월항면 대산리 408 | .             | 1983년 6월 20일 지정 |      |
| 45-6호  |      | 대문채 (대문채)         | 경북 성주군 월항면 대산리 408 | .             | 1983년 6월 20일 지정 |      |
| 45-7호  |      | 사당 (사당)             | 경북 성주군 월항면 대산리 408 | .             | 1983년 6월 20일 지정 |      |
| 45-8호  |      | 한주정사 (寒洲精舍)     | 경북 성주군 월항면 대산리 408 | .             | 1983년 6월 20일 지정 |      |
| 45-9호  |      | 행랑채 (행랑채)         | 경북 성주군 월항면 대산리 408 | .             | 1983년 6월 20일 지정 |      |
| 45-10호 |      | 정자대문채 (亭子대문채) | 경북 성주군 월항면 대산리 408 | .             | 1983년 6월 20일 지정 |      |

## 참고 자료
- 대산동한주종택 - 국가유산청 국가유산포털